# Ernestine Minna Simon
Ernestine Minna Simon, geborene Reinitz, geschiedene Simon, später Ernestine Minna Bauer (* 4. November 1845 in Chemnitz; † 13. Juni 1902 in Dresden), war eine sächsische Textilarbeiterin und Streikführerin. Sie gilt als die erste Frau, die einen größeren Arbeiterstreik anführte.

## Leben
Über die Kindheit und Jugend von Ernestine Minna Reinitz ist nichts bekannt. Ende der 1870er Jahre hielt sie sich in Augsburg, Nürnberg, München und Dresden auf. Sie heiratete 1875 den Maurer Louis Simon, 1883 ließ sie sich von ihm scheiden und kehrte nach Chemnitz zurück. Dort fand sie eine Beschäftigung als Weiferin in der Chemnitzer Aktienspinnerei, der damals größten Spinnerei Deutschlands.

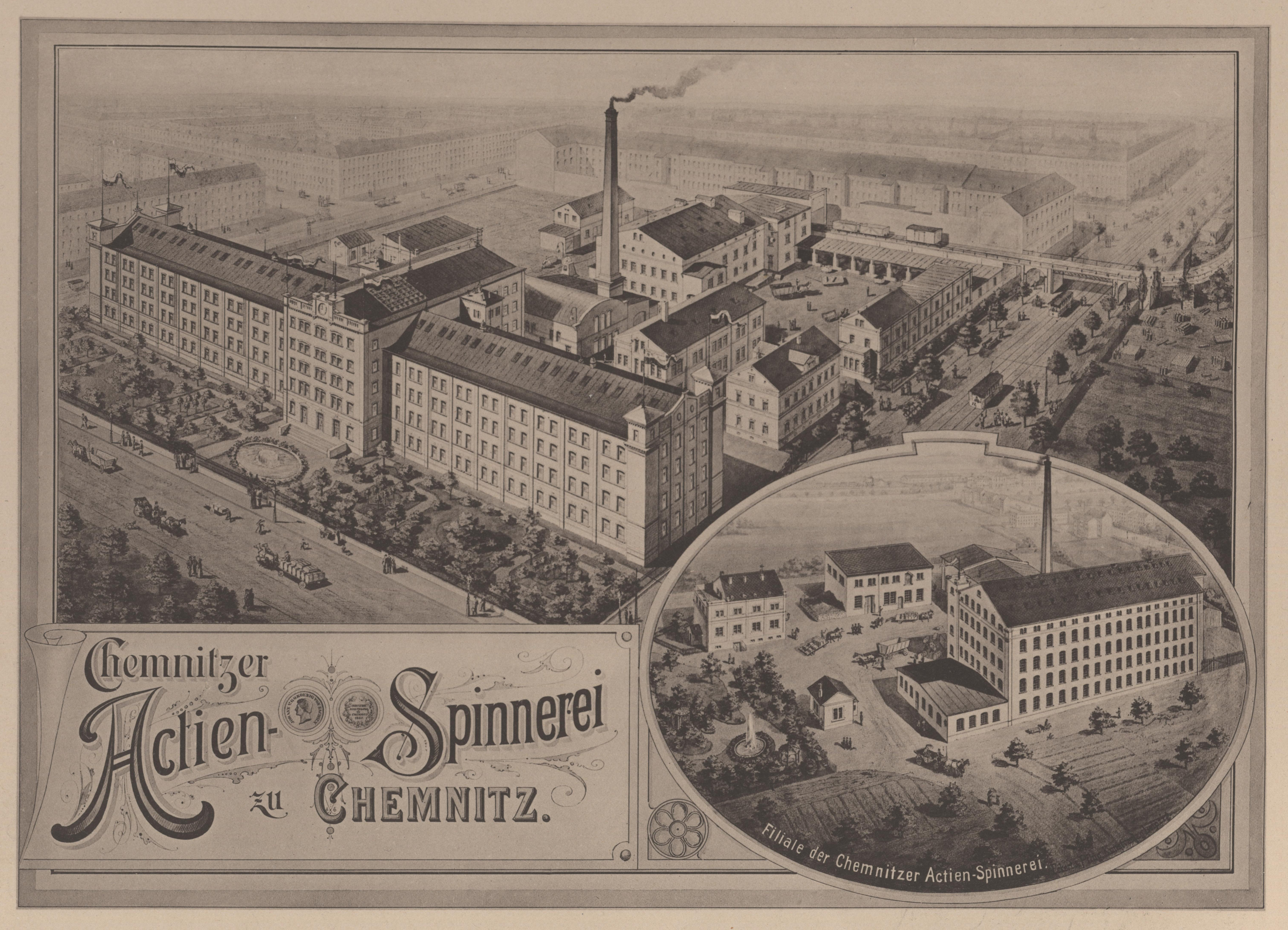
Chemnitzer Aktienspinnerei (1893)

Zu dieser Zeit beschäftigte die Aktienspinnerei Chemnitz ungefähr 700 Frauen und 300 Männer. Auf zurückgehende Gewinne in den Jahren 1882–1883 reagierte die Firmenleitung mit der Einstellung eines neuen technischen Direktors, der Erhöhung der Arbeitsbelastung und längeren Arbeitszeiten. Die Unstimmigkeiten zwischen Firmenleitung und Belegschaft eskalierten bei Einführung einer neuen Pausenregelung, die das Verlassen des Firmengeländes in dieser Zeit verbot und besonders die weiblichen Beschäftigten traf. Für die in der Spinnerei tätigen Frauen war ohnehin die Belastung besonders hoch: bei der Hälfte des Lohnes, den ihre männlichen Kollegen erhielten, waren sie nach einem zwölfstündigen Arbeitstag zusätzlich für Kinderbetreuung und Haushalt verantwortlich.
Die Beschäftigten traten daraufhin am 7. Juni 1883 in den Streik. In einer Belegschaftsversammlung am 9. Juni 1883 wurde Simon als Streikführerin in das Streikkomitee gewählt. Neben ihr gehörten Johann Kollerung sowie Amalie Kutschke und Louise Bauer dem Komitee an. Minna Simon trug die Streikforderungen vor, sprach auf den Vollversammlungen und sammelte Spenden für die Familien der streikenden Belegschaft.
Die Streikfront zerfiel bereits ab dem 16. Juni langsam, am 25. Juni endete der Ausstand. Nur knapp drei Wochen nach seinem Beginn, fand einer der größten Arbeiterstreiks der deutschen Textilbranche sein Ende. Zum einen gelang es nicht, genug Geld zu sammeln, um die Familien der Streikenden ausreichend zu versorgen. Zur Spendensammlung hatte u. a. die Sozialdemokratische Partei aufgerufen. Zum anderen war die Firmenleitung auf einen Teil der Streikforderungen eingegangen. Nach Streikende, am 27. Juni 1883, meldete sich Ernestine Minna Simon bei der Chemnitzer Polizei ab und gab als neuen Aufenthaltsort Dresden an. Sie hatte am 15. Juni angekündigt, die Arbeit in der Aktienspinnerei auch nach Streikende nicht wieder aufnehmen zu wollen. In Dresden verliert sich ihre Spur.
Laut einer im Stadtarchiv Dresden aufgefundenen Sterbeurkunde verstarb Minna Ernestine Bauer am 13. Oktober 1902 in Dresden.

## Gedenken

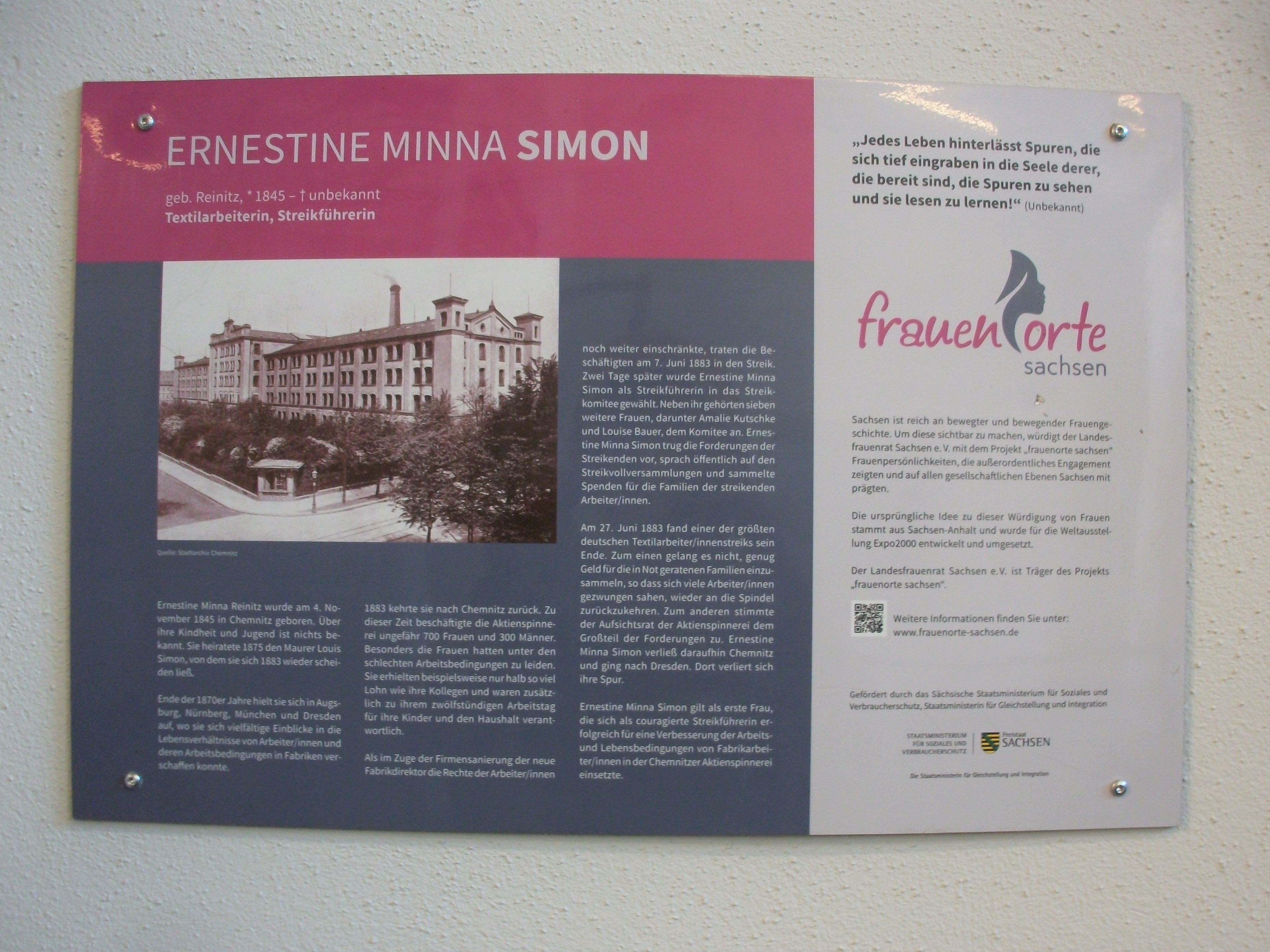
Frauenorte Sachsen, Infotafel Ernestine Minna Simon in der Universitätsbibliothek Chemnitz (ehemalige Aktienspinnerei)

Zur Erinnerung an das Wirken von Minna Simon wurde am 8. März 2000 in Chemnitz nahe der alten Spinnerei die Obere Aktienstraße in Minna-Simon-Straße umbenannt.
Darüber hinaus war ihre Gedenktafel am Schillerplatz in Chemnitz, gegenüber der Alten Aktienspinnerei, die erste, die in Sachsen im Rahmen der Initiative Frauenorte in Sachsen angebracht wurde. Die Wahl war aus über 40 Vorschlägen auf sie gefallen. Die Tafel wurde am 25. Oktober 2016 vom Landesfrauenrat Sachsen e. V. feierlich eingeweiht und befand sich ursprünglich zwischen Georgstraße und Straße der Nationen. Nach dem Umbau der Alten Aktienspinnerei zur Universitätsbibliothek Chemnitz wurde die Informationstafel im Eingangsbereich der Bibliothek angebracht. Ein Lesesaal der Bibliothek trägt ihren Namen.
Anlässlich der 875-Jahr-Feier der Stadt Chemnitz erschien ein Dokumentarfilm der Chemnitzer Filmemacherin Beate Kunath unter Mitarbeit von Ursel Schmitz über Frauenpersönlichkeiten, die im Laufe der Jahrhunderte die Stadt mitgeprägt haben, unter dem Titel Hurra! Es ist ein Mädchen! Darin ist eine biografische Skizze über Ernestine Minna Simon enthalten, neben 24 anderen Frauenpersönlichkeiten der Stadt.